# 圣萨巴
圣萨巴（San Saba）是美国得克萨斯州的一个城镇，圣萨巴县县治，2000年人口2,637人。